# 掌禹錫
掌禹錫（990年—1066年），字唐卿，北宋郾城（河南郾城）人。
真宗天禧三年（1019年）進士及第，任道州司理参军。歷任光祿卿、直秘閣。嘉祐二年（1057年）與林億等撰成《嘉祐補注神農本草》。以工部侍郎致仕，故称掌侍郎。英宗治平三年卒，年七十七。。有文集二十卷，已佚。

## 延伸阅读
[在维基数据编辑]
 《宋史/卷294》，出自脱脱《宋史》